# José Antonio Labordeta
José Antonio Labordeta Subías (Zaragoza, 10 de marzo de 1935-Zaragoza, 19 de septiembre de 2010) fue un cantautor, escritor, político y profesor español, diputado en el Congreso por Chunta Aragonesista en las legislaturas VII y VIII.

## Biografía
Hijo de Miguel Labordeta y Sara Subías, era hermano del poeta Miguel Labordeta y se casó el 29 de septiembre de 1963 con Juana de Grandes, sobrina del general Agustín Muñoz Grandes. Tuvo tres hijas, Ana, Ángela y Paula; y dos nietas. Su sobrino Juan Manuel Labordeta es un cantante retirado, antiguo miembro del grupo musical humorístico Puturrú de Fuá.
Cursó sus estudios primarios en el Colegio Alemán de Zaragoza y en la escuela familiar, donde concluyó el bachillerato; se matriculó en derecho y, finalmente, se licenció en filosofía y letras por la Universidad de Zaragoza, que le nombró en 2010 doctor honoris causa. En 1964 aprobó las oposiciones de enseñanzas medias, como profesor de geografía, historia y arte y fue destinado al Instituto Nacional de Bachillerato Ibáñez Martín de Teruel, ciudad en la que residió seis años. Tanto en este como en el Colegio Menor San Pablo impartió clase a Joaquín Carbonell, Federico Jiménez Losantos, Federico Trillo y Manuel Pizarro.
Regresó a su Zaragoza natal en 1970, donde siguió impartiendo docencia en el colegio El Buen Pastor —como director y profesor de historia— y en el instituto de bachillerato Ramón Pignatelli —situado en el Alto Carabinas de Zaragoza—. En 1972 fundó, junto con Eloy Fernández Clemente —a quien había conocido en su estancia en Teruel—, la revista cultural Andalán.
En 1976 participó en la creación del Partido Socialista de Aragón y más tarde se presentó al Senado por Izquierda Unida. Ya como miembro de Chunta Aragonesista (CHA), fue elegido diputado por Zaragoza en 2000, y fue el representante de este partido aragonesista en el Congreso de los Diputados desde el año 2000 hasta el 2008. Fue afiliado del sindicato Comisiones Obreras desde 1977.
Acérrimo defensor del «no a la guerra» y contrario al trasvase del Ebro, fue un arduo defensor de los intereses de Aragón y los aragoneses y marcó una nota diferente en el hemiciclo. En un par de ocasiones llegó a un enfrentamiento verbal con algunos diputados del Partido Popular. En uno de ellos espetó su famosa frase «a la mierda». Él mismo decía que esta sería la frase que le pondrían como epitafio en su lápida, y explicaba que surgió debido a que había sido un día muy duro discutiendo sobre la guerra de Irak y le increpaban con frases del tipo «vete con la mochila a Teruel», y en el momento en el que alguien le dijo «qué me dices cantautor de las narices» no aguantó más y dijo la frase porque no le dejaban hablar.
José Antonio Labordeta falleció en la madrugada del 19 de septiembre de 2010, en el Hospital Miguel Servet de Zaragoza, a la edad de 75 años, a causa de un cáncer de próstata que le fue diagnosticado en 2006, y que le obligó a permanecer postrado en su casa los últimos meses de su vida.
El último acto público que protagonizó se produjo el 6 de septiembre de 2010, cuando los ministros de Defensa, Carme Chacón, y de Educación, Ángel Gabilondo, le entregaron en su casa la Gran Cruz de la Orden Civil de Alfonso X el Sabio; un reconocimiento que el Gobierno le concedió por su sabiduría, su pasión, sus convicciones y su defensa de la libertad y el pueblo, motivos por los que también le otorgó la Medalla al Mérito en el Trabajo.

## Obra

### Poesía

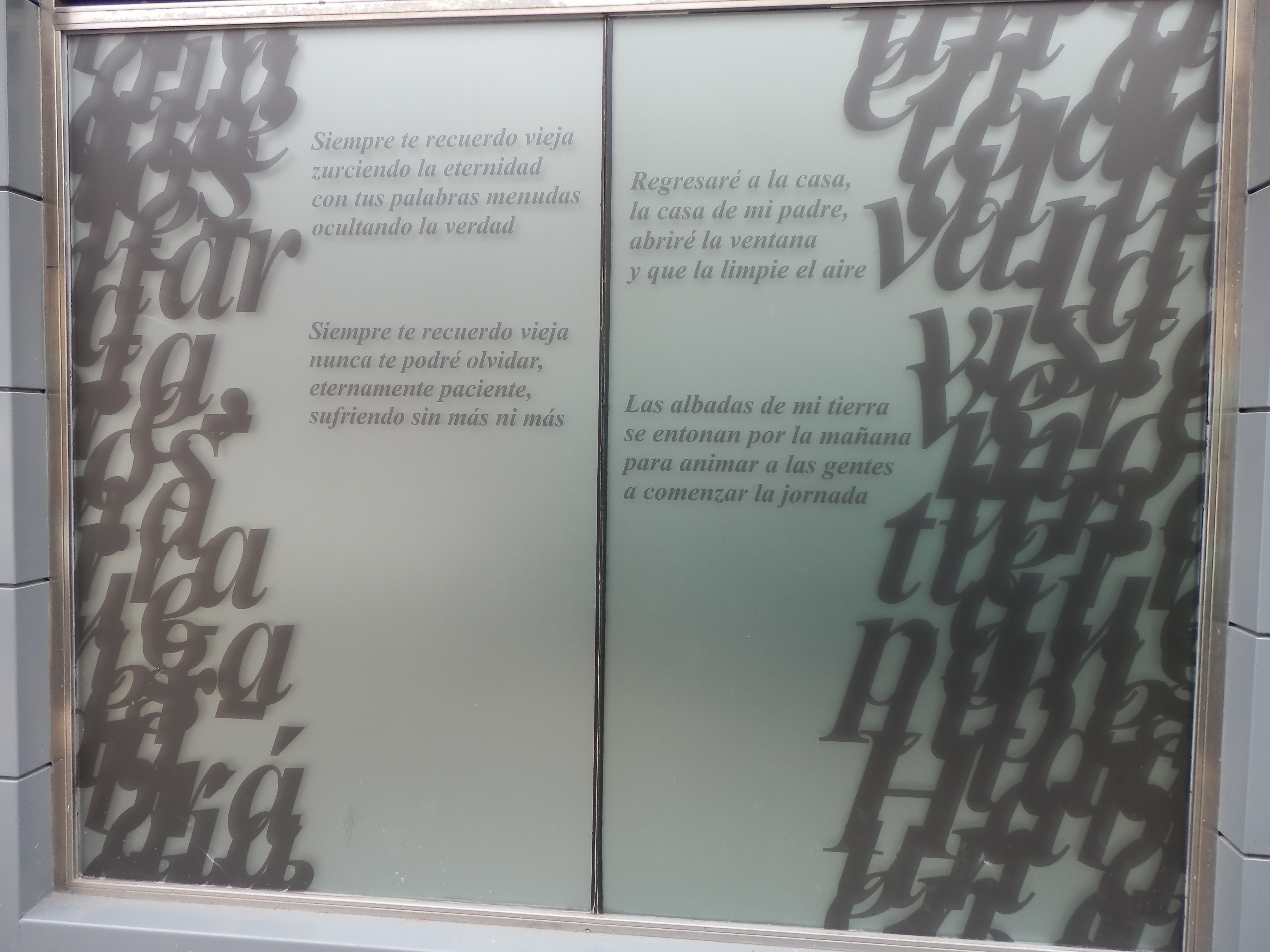
Versos de José Antonio Labordeta.

Su faceta como escritor siempre se vio en un segundo plano debido a que era más conocido como cantautor y diputado. Sin embargo, siguiendo el ejemplo familiar de su padre (un catedrático de latín muy aficionado a la poesía clásica antigua) y de su hermano Miguel Labordeta, una de las figuras más señeras de la poesía española de posguerra, su actividad poética fue primordial en su vida. En este sentido declaró que su auténtica profesión era la de escritor y sus canciones no eran sino poemas musicados. De todos modos, en su poesía se muestra una voz más íntima, meditativa y existencial que en sus canciones, más combativas y sociales. Publicó su primer poemario en 1959 —mucho antes de iniciar su carrera musical— y fue autor de los siguientes libros de poemas:
- Sonata ibérica, 1958 (inédito)
- Sucede el pensamiento, 1959
- Las Sonatas, 1965
- Cantar y callar, 1971
- Treinta y cinco veces uno, 1972
- Tribulatorio, 1973
- Método de lectura, 1980
- Jardín de la memoria, 1985
- Diario de un náufrago, 1988
- Monegros, 1994

En 1976 publicó la antología Poemas y canciones (editorial Lumen, colección El Bardo) y en 2003, ya solo de la obra poética, sale a la luz la selección Dulce sabor de días agrestes.
Su primer libro poético, Sucede el pensamiento, es un intento de conciliación del estilo intelectual de Juan Ramón Jiménez con el neopopular de la generación del 27, pero en él aún se aprecia el lastre de la necesidad de adquirir una voz propia, sobre todo teniendo en cuenta el peso e influencia ejercida por la poesía tremendista y epilírica de su hermano Miguel Labordeta, de la que José Antonio no se puede evadir. Sin embargo, el tedio y el vacío existencial, y el influjo de César Vallejo o Paul Verlaine, son rasgos auténticamente personales. Según Eloy Fernández Clemente, esta obra podría definirse como «una poesía del yo inmerso en un mundo cerrado y sin grandes esperanzas».
La obra más decisiva de su trayectoria poética es Cantar y callar, que estaba preparado para su publicación en 1967 pero no apareció hasta cuatro años más tarde. En él, según Antonio Pérez Lasheras,

[...] alcanza una voz personal y auténtica, abandonando o depurando los ecos que asomaban en la poesía anterior. El encuentro del autor con la realidad social que le había preocupado de manera "intelectual" hasta ese momento (el Bajo Aragón, con sus gentes, sus problemas, sus silencios) se funde con lo autobiográfico. De este enfrentamiento, surge la conclusión que, a manera de reflexión, sobrepasa lo personal para universalizarse.

Diario de un náufrago supone una de las cumbres de su poesía. Se trata de un libro unificado por las fechas que dan título a los poemas a modo de diario personal, pero sus temas van más allá de la mera poesía de la experiencia, pues combina todos los intereses sociales y existenciales que estaban presentes en sus anteriores obras poéticas, siempre melancólicas, incluida la preocupación por el destino. La vida del hombre es un naufragio en angustiada soledad, presidida por el hastío y el vacío. Se muestra, asimismo, la importancia del olvido y la memoria, recuperada mediante una técnica frecuente en su poesía, la del monólogo e incluso el diálogo con personas desaparecidas. La voz del poeta se consolida en este libro, «uno de los más bellos de su autor y singulares de los últimos años de poesía española», en palabras de Pérez Lasheras.
Su último poemario, Monegros, tiene un tono distinto, irónico y socarrón, que incide en el aragonesismo, una de las constantes de su poesía. José Antonio Labordeta reflexiona, en el marco del desierto monegrino, sobre los hombres que lo habitan viéndolos detenidos en el tiempo en estampas poéticas breves y de versos cortos.
Sus últimos poemas fueron publicados en un blog.
En 2011 la editorial zaragozana Eclipsados publicó Setenta y cinco veces uno, la poesía completa de Labordeta en dos tomos. El primero titulado La duda del paisaje. Vida y obra de José Antonio Labordeta), es una extensa biografía a cargo de Antonio Pérez Lasheras; y el segundo Setenta y cinco veces uno. Poesía reunida 1945-2010.

### Prosa
También fue destacada su obra narrativa, iniciada en 1971 con «Mediometro», incluido en la revista literaria Papeles de Son Armadans. En 1974 se publica su primer libro de narrativa, Cada cual que aprenda su juego, que constaba de dos relatos cortos. En 1986 publicaría El comité, una narración breve. La novela Mitologías de mamá data de 1992, y Cuentos de San Cayetano (2004) es un libro de cuentos que tiene por protagonistas e hilo conductor a dos niños, y por escenario la posguerra española. En 2007 aparece su última novela, En el remolino. Existen otros cuentos dispersos que aparecieron en revistas culturales como Andalán (de la que fue fundador) o Ínsula.
- «Mediometro», 1970, cuento, incluido en Papeles de Son Armadans
- Cada cual que aprenda su juego, 1974, dos relatos breves
- El comité, 1986, novela
- Mitologías de mamá, 1992, novela
- Cuentos de San Cayetano, 2004, cuentos
- En el remolino, 2007, novela
- Mercado Central, 2011, cuentos
- Paisajes queridos, 2017, cuentos

En el terreno ensayístico es reseñable la importancia de sus libros de viajes Aragón en la mochila (1983) y Un país en la mochila (1995), donde publica, ampliados, los guiones del programa de televisión homónimo. De 2001 data Con la mochila a cuestas. Se dedicó a la investigación y difusión de la poesía de su hermano Miguel en varios libros de carácter filológico, como el publicado en colaboración con Javier Delgado, Recuerdo de Miguel Labordeta (Zaragoza, Diputación Provincial, 1987). César Vallejo, uno de los autores que más influyeron en su poética, también fue objeto de uno de sus ensayos de crítica literaria.
- Aragón en la mochila, 1983, libro de viajes
- con Javier Delgado: Recuerdo de Miguel Labordeta, 1987, ensayo
- Un país en la mochila, 1995, libro de viajes

Escribió varios libros de memorias: Con la voz a cuestas (1982), Banderas rotas (2001) y Memorias de un beduino en el Congreso de los Diputados (2009), en el que cuenta sus vivencias como diputado en Madrid; o el autobiográfico Tierra sin mar (1995), donde antologó algunos de sus cuentos, artículos y poemas. Regular, gracias a Dios (2010), surge de la grave enfermedad que padecía.
- Con la voz a cuestas, 1982, memorias
- Tierra sin mar, 1995, ensayo
- Banderas rotas, 2001, memorias
- Memorias de un beduino en el Congreso de los Diputados, 2008, memorias
- Regular, gracias a Dios. Memorias compartidas, 2010, memorias

Como editor y periodista participó en la fundación y el desarrollo del semanario Andalán, que se opuso a la dictadura franquista y marcó la transición en Aragón. También colaboró como columnista en periódicos como El Día, Diario 16, El Periódico de Aragón, Público o El Mundo.
Los amigos contados (1994) e Historia de Paletonia (2011) son dos muestras recopilatorias de su actividad como articulista.
- Los amigos contados, 1994, memorias, escritos varios
- Historia de Paletonia, 2011, artículos en Andalán

### Discografía
Fue considerado uno de los principales exponentes de la canción de autor española. Inició su carrera musical en 1968 con el álbum Andros II, E. P. producido y editado por EDUMSA, que se publicaría posteriormente en la edición de Fuendetodos del libro de poesía Cantar y callar (1971). A este seguirían:
- Andrós II, 1968, EP

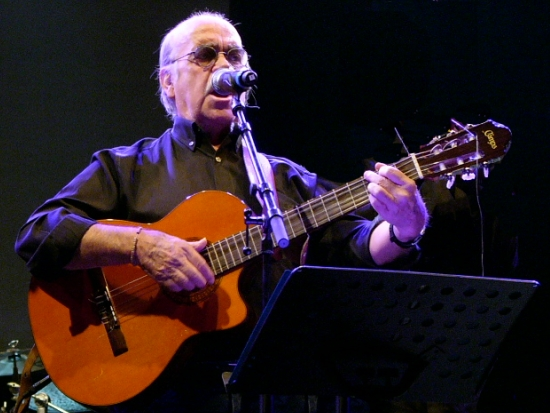
José Antonio Labordeta en un concierto celebrado en Huesca el 26 de octubre de 2007.

- Cantar i callar, 1971, EP, discolibro; 1974, LP
- Tiempo de espera, 1975
- Cantes de la tierra adentro, 1976
- Labordeta en directo, 1977
- Que no amanece por nada, 1978
- Cantata para un país, 1979
- Las cuatro estaciones, 1981
- Qué queda de ti, qué queda de mí, 1984
- Aguantando el temporal, 1985
- Tú y yo y los demás, 1986, en directo
- Qué vamos a hacer, 1987
- Trilce, 1989
- Canciones de amor, 1993, recopilatorio
- Recuento, 1995, en directo
- Paisajes, 1997
- Con la voz a cuestas, 2001
- Con Eduardo Paz, de La Bullonera, y Joaquín Carbonell: Cantautores aragoneses, 2006, en directo
- Con Eduardo Paz, de La Bullonera, y Joaquín Carbonell: ¡Vaya tres!, 2009.
- En el jardín de la memoria, 2016

En sus canciones habla de su tierra, siempre con un tono de melancolía que, como él reconoce, le caracteriza. Entre sus canciones más relevantes están «Canto a la libertad», «Aragón», «Somos» o «Banderas rotas».
En 1989 fue rechazada la propuesta del Partido Aragonés (PAR) del «Canto a la libertad» como himno de Aragón.
Tras el fallecimiento de Labordeta, en 2011 se volvió a proponer mediante una iniciativa legislativa popular (ILP) apoyada por 24 256 firmas, el Instituto Aragonés de Antropología, el Rolde de Estudios Aragoneses, la Asociación Amparo Poch y otras entidades. La propuesta fue rechazada por 36 votos de PP y PAR frente a 26 de PSOE, CHA e IU.
En 2011 la cineasta Vicky Calavia dirigió el documental de 30 minutos Canto a la libertad. Himno de Aragón. sobre la propuesta de himno de Aragón.

### Televisión
En TVE participó durante el año 1990 en la adaptación de la obra de Camilo José Cela Del Miño al Bidasoa, donde interpretó al vagabundo Dupont.
Más tarde fue guionista y presentador del exitoso programa de Televisión Española Un país en la mochila (1995-2000), una serie de 29 capítulos en la que Labordeta, mochila a la espalda, recorría la España interior mostrando la cara más desconocida del país y de las gentes que en él viven.
En 1999 grabó junto a Juancho Ruiz, el Charro el tema Severino el Sordo que sirvió como sintonía para un programa de Televisión Española.

### Obras culturales sobre su vida
- Labordeta, un hombre sin más. Documental codirigido por una de las hijas del cantautor, Paula Labordeta y el ganador de un Goya, Gaizka Urresti.[27]

- TeBeO Labordeta. (GP Ediciones),  Cómic de Daniel Viñuales, Carlos Azagra y Encarna Revuelta.[28]

## Reconocimientos
Orden de Saurí
El Gobierno de Panamá concedió a José Antonio Labordeta la Orden de Saurí en 2003.
Medalla de Oro al Mérito en el Trabajo
El Consejo de Ministros del viernes 4 de diciembre de 2009 acordó conceder la Medalla de Oro al Mérito en el Trabajo a José Antonio Labordeta. Este reconocimiento pretende "premiar y destacar el mérito de una conducta socialmente útil y ejemplar en el desempeño de los deberes que impone el ejercicio de cualquier trabajo, profesión o servicio". Ésta le fue concedida en su domicilio el 15 de enero del año siguiente, por el entonces ministro de Trabajo e Inmigración, Celestino Corbacho.
Doctor Honoris Causa por la Universidad de Zaragoza
El 23 de marzo de 2010 la Universidad de Zaragoza llevó a cabo la investidura de José Antonio Labordeta como Doctor Honoris Causa.
Gran Cruz de la Orden de Alfonso X el Sabio
El 6 de septiembre de 2010 le fue entregada la Gran Cruz de la Orden de Alfonso X el Sabio otorgada por el Gobierno de España.
Medalla de Aragón
Es el máximo galardón de la comunidad autónoma. Su objeto es reconocer y prestigiar la labor de personas físicas o jurídicas, o de organizaciones, centros o colectivos de pública y reconocida identidad social, en la defensa de los valores e identidad aragoneses. Le fue concedida a título póstumo, y entregada el 20 de septiembre de 2010.
Parque Grande José Antonio Labordeta
El ayuntamiento de Zaragoza aprobó denominar parque Grande José Antonio Labordeta al que hasta la fecha llevaba el nombre de parque de Primo de Rivera, y que la ciudadanía conocía popularmente como Parque Grande, una de las zonas verdes más conocidas de la ciudad.

## Fundación

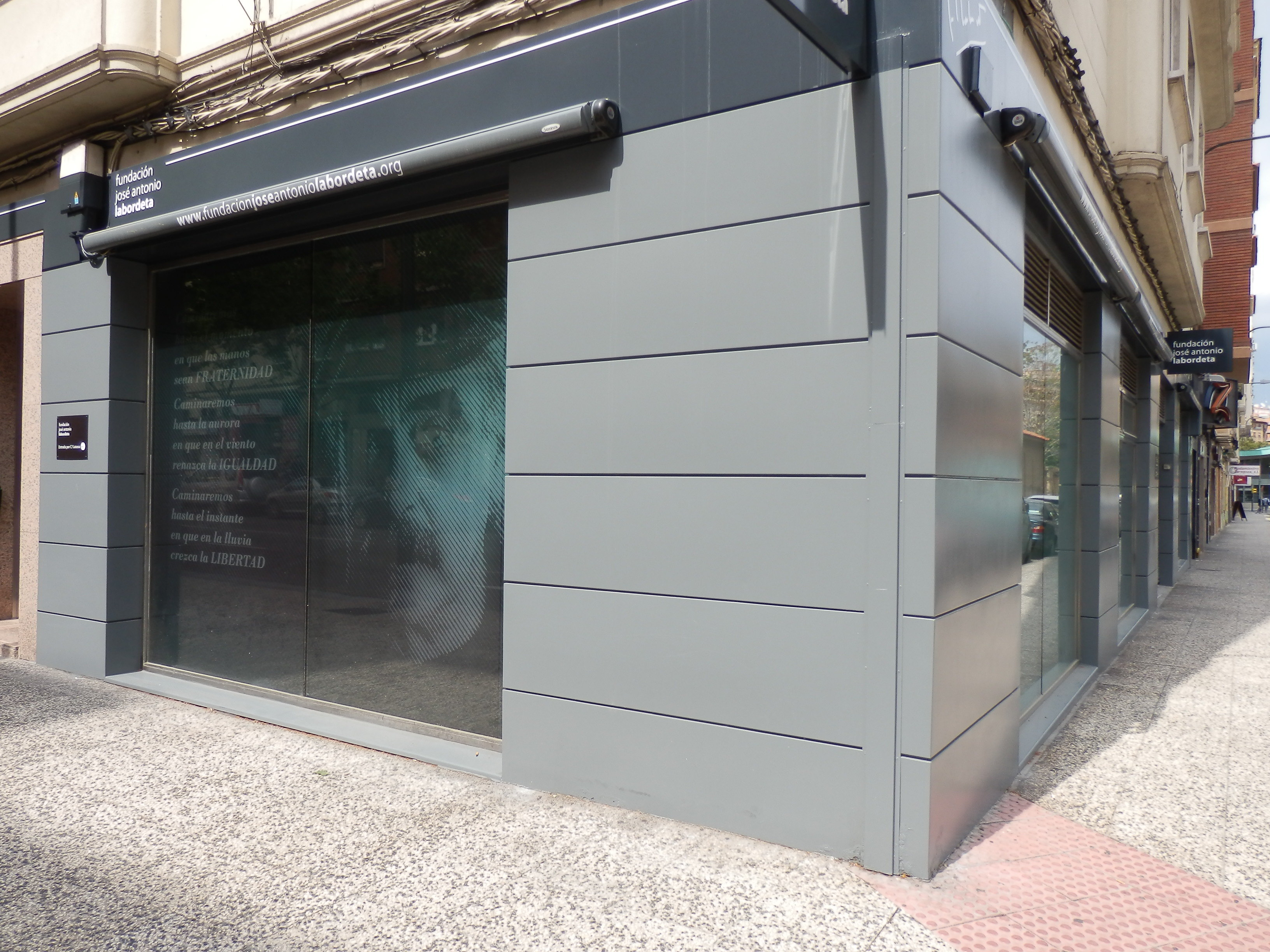
Sede de la Fundación José Antonio Labordeta en Zaragoza.

En septiembre de 2014 se abrió la sede de la Fundación José Antonio Labordeta en la calle Mariano Barbasán de Zaragoza. Expone gran parte del material y biblioteca de Labordeta. La Fundación se creó con financiación del Gobierno de Aragón, Ayuntamiento de Zaragoza y la Diputación Provincial de Zaragoza. Pretende financiarse con recursos propios, ya que aunque no tiene ánimo de lucro, sí pretende generar la suficiente actividad como para autofinanciarse, mediante la publicación de libros y documentos musicales y audiovisuales.
Los objetivos de la Fundación son recordar, estudiar, preservar y difundir la obra, el pensamiento y la memoria de José Antonio Labordeta, así como acoger la obra de todas aquellas personas vinculadas generacional o afectivamente con él.